# Ryan Burnett
Ryan Burnett (* 21. Mai 1992 in Belfast) ist ein britischer Profiboxer und ehemaliger IBF- sowie WBA-Weltmeister im Bantamgewicht.

## Amateurkarriere
Ryan Burnett siegte für Irland in 94 von 98 Kämpfen, gewann im Mai 2010 die Silbermedaille bei den Jugend-Weltmeisterschaften in Baku und im August 2010 die Goldmedaille bei den Olympischen Jugendspielen in Singapur. Er besiegte in den beiden Turnieren unter anderem Salman Əlizadə, Manuel Cappai, Mark Barriga und Yosvany Veitía.

## Profikarriere
2013 wurde er Profi bei Hatton Promotions von Ricky Hatton und gewann sein Debüt am 24. Mai durch K. o. in der ersten Runde gegen Laszlo Nemesapati aus Ungarn. Nach drei weiteren Kämpfen wurde er von Frank Warren unter Vertrag genommen. Im Oktober 2015 wurde er Europameister der WBO und einen Monat später auch Britischer Meister.
Am 10. Juni 2017 besiegte er Lee Haskins beim Kampf um den IBF-Weltmeistertitel nach Punkten und hatte ihn auch zweimal am Boden. Am 21. Oktober 2017 gewann er zusätzlich den WBA-Weltmeistertitel durch einen einstimmigen Punktsieg gegen Schanat Schaqijanow.
Im Februar 2018 legte Burnett den IBF-Titel nieder und konzentrierte sich auf die Verteidigung seines WBA-Titels am 31. März 2018, die er einstimmig nach Punkten gegen Yonfrez Parejo gewann. In seiner zweiten Titelverteidigung am 3. November 2018 in Glasgow verlor er gegen Nonito Donaire.